# Schmidtia pappophoroides
Schmidtia pappophoroides är en gräsart som beskrevs av Ernst Gottlieb von Steudel och Johann Anton Schmidt. Schmidtia pappophoroides ingår i släktet Schmidtia och familjen gräs. Inga underarter finns listade i Catalogue of Life.